# Cratère de Woodleigh
Le Cratère de Woodleigh est un cratère d'impact météoritique situé en Australie-Occidentale.
Il est enseveli sous 600 mètres de roches et de sable, et est parfaitement invisible depuis la surface. Il a été découvert par hasard lorsque des géologues découvrent une anomalie gravitationnelle. Lors d'un forage une compagnie pétrolière découvre du granit à 189 m de profondeur. Ce n'est qu'en 1997 que des universitaires intrigués par la description de l'anomalie se rendent compte qu'il s'agit en fait de l'impact d'une météorite. 
D'après certaines sources le diamètre serait de 120 km mais d'après d'autres sources il ne ferait que 40 km. Il serait âgé d'environ 364 millions d'années.